# Nugent Island
Nugent Island ist die nördlichste Insel der Kermadecinseln und damit das nördlichste Gebiet in Neuseeland. Es liegt nordöstlich von Neuseeland, ist ungefähr kreisförmig und hat einen Durchmesser von etwa 100 Metern. Nugent Island gehört zur Gruppe der Inseln rund um Raoul Island.
Das Gestein der Insel ist ungefähr 600.000 bis 1,4 Millionen Jahre alt; es besteht aus gehobener und gekippter Kissenlava und entstand bei submarinen Vulkanausbrüchen.